# 輕巡洋艦

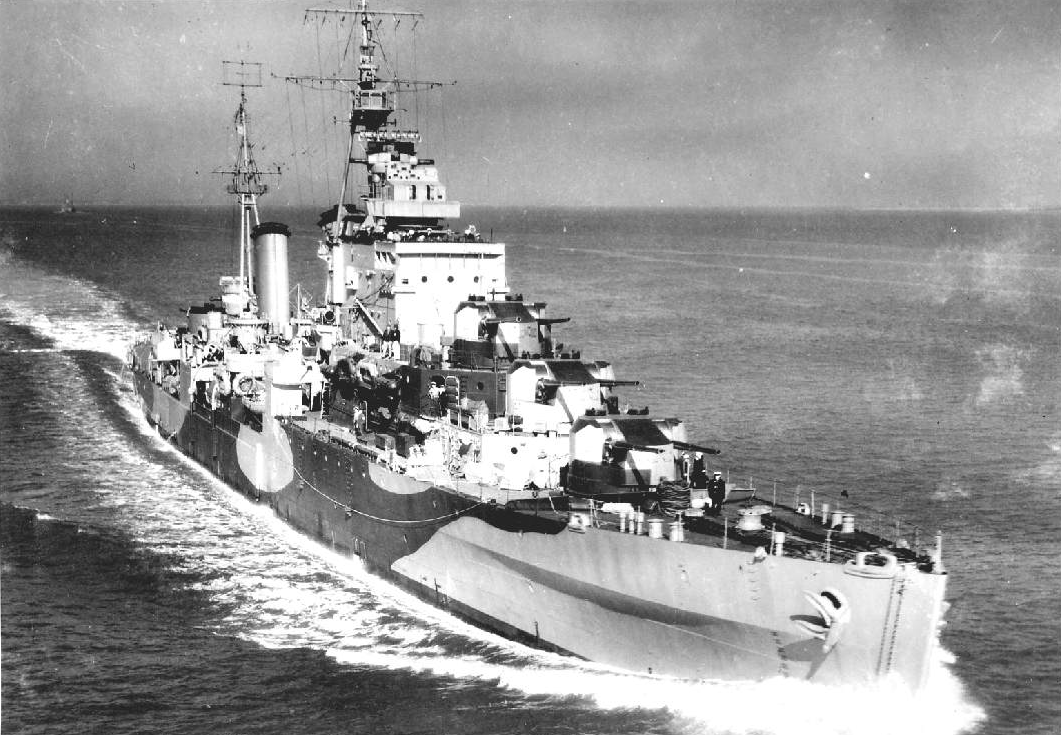
英國皇家海軍黛朵級巡洋艦是典型為增強艦隊防空火力而設計的「防空巡洋艦」。圖為黛朵級的二號艦阿爾戈英雄號輕巡洋艦。

輕巡洋艦或轻型巡洋舰是巡洋艦的一種，一般指在排水量、装甲和火力等方面優於驱逐舰但弱于重巡洋舰，為第一次世界大战後受海軍條約制約下所出現的艦種分類。一般來說裝有比驅逐艦略強（或同等）口徑的主炮，作為驅逐艦隊領艦，承擔反水面小型艦與殖民地巡邏任務等，後來因航空母舰戰鬥群的出現搭配而讓負擔任務多元化，針對日益嚴重的空中威脅還衍生出「防空巡洋艦」等亞種。

## 開發歷史

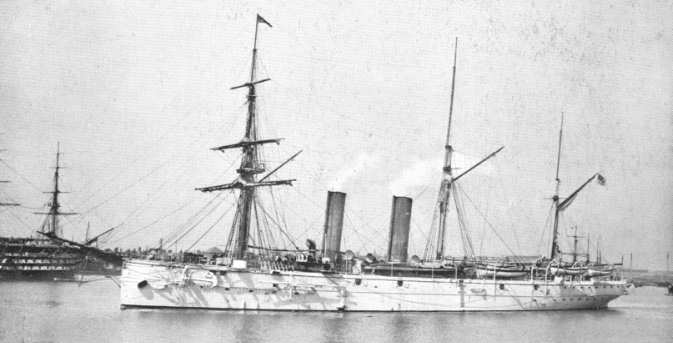
1878年下水的英國皇家海軍水星號巡洋艦是該國海軍第一種小型蒸汽動力的巡洋艦。

轻巡洋舰的前身為防護巡洋艦，自1879年开始，英国皇家海军建造了一系列的蒸汽动力的小型巡洋舰，雖稱防護巡洋艦，各主要海軍強國對於如何在中型艦的有限噸位上配置裝甲各有其設計哲學，因此產生了不同亞種的設計。
但回到名詞概念來詮釋時，巡洋艦概念本身便相當曖昧，只要具有足夠火力與速度來獨力執行任務，幾乎所有的中型軍艦都稱做巡洋艦。直到1911年，英国才建成了第一种真正意义上的现代轻巡洋舰——林仙级。该级舰噸位3750頓，使用油煤混燒鍋爐達到極速28.5節，主砲為2門6吋（152公厘）後膛速射炮，裝有魚雷發射管，水線裝甲帶厚3吋（76.2公厘），這樣的軍艦在舰队中主要定位是执行侦察任务，或在大西洋上攻击德国的破交舰。
此級艦成功創造出當時中型艦艇的平衡折衷設計觀：以相對較小的噸位塞入強勁動力獲得各國巡洋艦或戰艦難以追擊的航速、具有足夠消滅驅逐艦及同等巡洋艦的火力、及不會被驅逐艦或是偽裝破交艦主砲輕易擊破的裝甲。第一次世界大戰时期，英国的轻巡洋舰排水量一般在3,500至5,000吨左右，通常装備2门6英吋（152毫米）主炮，或8门4英寸（100毫米）炮。
在一戰期間，各國也複製英國概念建造噸位相近的巡洋艦。巡洋艦這時要面對的敵人就是設計概念都類似的敵艦，為了確保有能力消滅敵方目標，巡洋艦再度重武裝、大型化發展；1921年，海军强国签订了《華盛頓海軍條約》。条约规定，所有巡洋舰排水量不得超过10,000吨，主砲口徑不得大於8英寸（203mm），巡洋艦自此後開始有明確的量級定位；1930年的《伦敦海军条约》则更加明确地划定了轻巡洋舰規格必須在排水量1萬噸以內，主砲不超過6.1英寸（155mm），主砲6.1英吋至8英吋間的則是重巡洋艦，這個時代海軍列強所研製的巡洋艦統稱為條約級巡洋艦。 

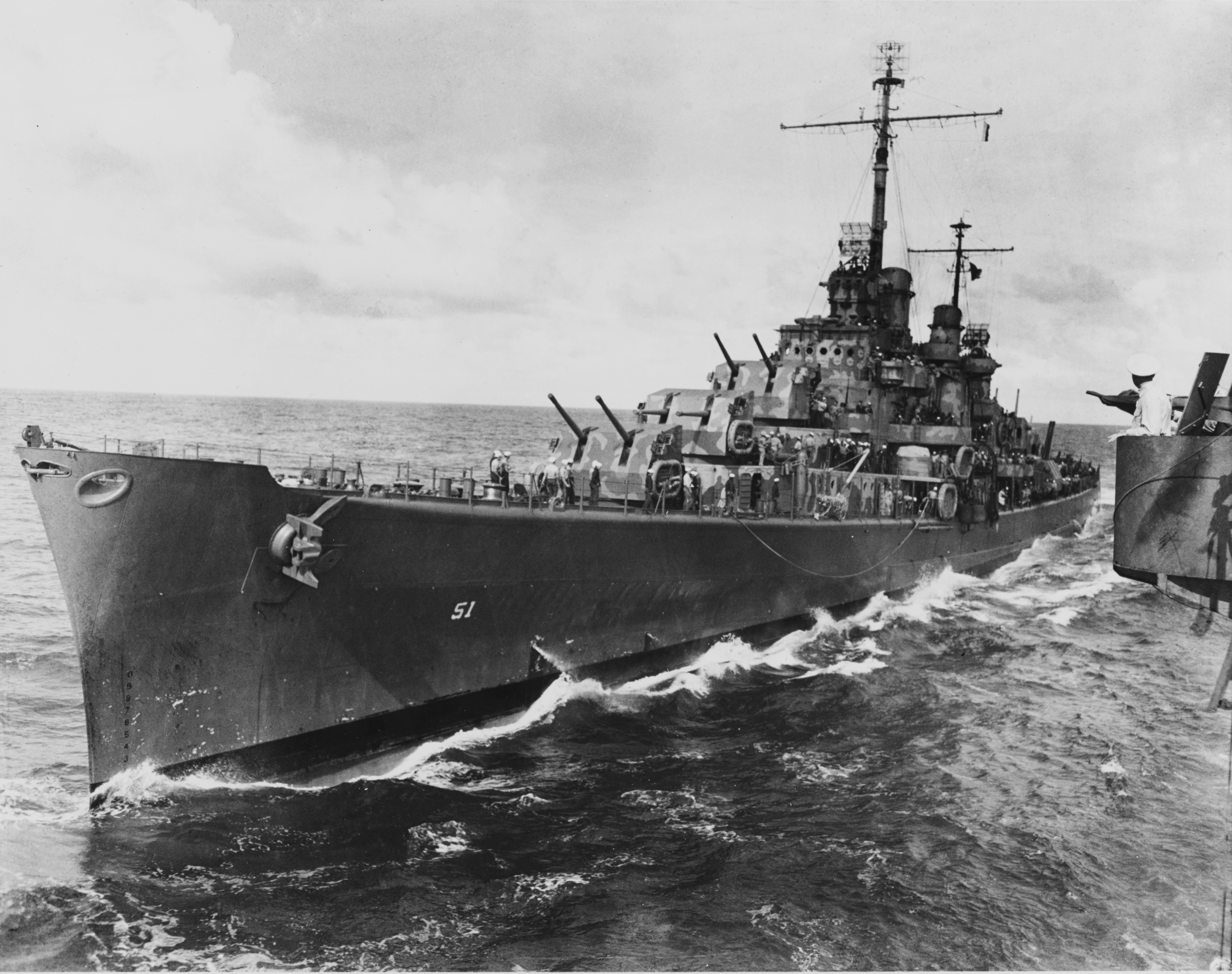
美國海軍亞特蘭大號輕巡洋艦 ，排水量6000吨，主炮为当时驱逐舰普遍配备的127毫米高平兩用砲 (Note: 指該艦主炮可同時用於防空與對敵艦的火力打擊。)，主要承担航母编队的防空任务，曾在圣克鲁斯海战與随后的多次海空战斗中发挥了主力防空舰的作用。

在日本退出《倫敦海軍條約》後，海軍列強開始重啟巡洋艦建造，第二次世界大战各参战国都建造了大量的轻巡洋舰，比如美国的亚特兰大级轻巡洋舰（8艘）和克里夫蘭級輕巡洋艦（27艘）等，而重巡洋舰完工数量则较少。这主要是由于航空兵的崛起，大型軍艦能提供的打擊力找到替代方案，量產的水面艦就朝向規模與有限功能發展，较小型的军舰反而相对来说比较经济；且輕巡洋艦毋須厚重裝甲，因此材料加工較為容易，施工期較短易於量產；且具有足夠的噸位與彈性塞入大量武裝，提供艦隊警戒和防空火力。这时期的轻巡洋舰排水量在3,000吨至10,000吨左右；主炮口径则介于5英寸（127毫米）至6.1英寸（155毫米）不等，但绝大多数轻巡洋舰都装备6英寸主炮；由于排水量限制，装甲一般来说比较薄，所以抗打击力较差，战损率亦较高；而航速则一般都在30节以上。
不過將輕巡洋艦作為艦隊防空中主力的國家也僅有英美等國，如日本帝國海軍等仍然將輕巡洋艦作為指揮驅逐艦隊實行大規模魚雷戰的領隊艦。
战争结束后，各国大量的军舰都被拆毁或用于武器试验。而随着以及雷達的出現，巡洋舰的任務可用更小型的驅逐艦以及巡防艦執行，“大艦巨炮”已不再成為海上巡弋的必備條件，因此搭載重炮的巡洋艦雖然仍保留編號，但新造的巡洋艦遍不再分輕/重等分類。二戰結束後，主要海軍國家都仍維持了大批巡洋艦，但是1950 年代海軍飛彈化與電子化時，萬噸出頭的巡洋艦無論就容積或是電機出力都不夠容納原始的大型電子機材，在重要性下降後1960年代這些船隻逐漸降為預備役或直接退役拆解。
1970年代以後，由於電子科技的進化部分長距離搜索雷達可裝在一萬噸船艦船體上，一些曾經是海洋國家的小國，如荷蘭便對旗下的輕巡洋艦執行改裝實施有限的飛彈化持續延役；但如美國等財政狀況較為寬裕的國家則持續進行萬噸級軍艦的建造工程，這些軍艦有些仍維持巡洋艦編號，有些是以驅逐艦名義服役，但是在她們的任務目標與二戰時期的輕巡洋艦是相同的。

## 現代仍保存的輕巡洋艦

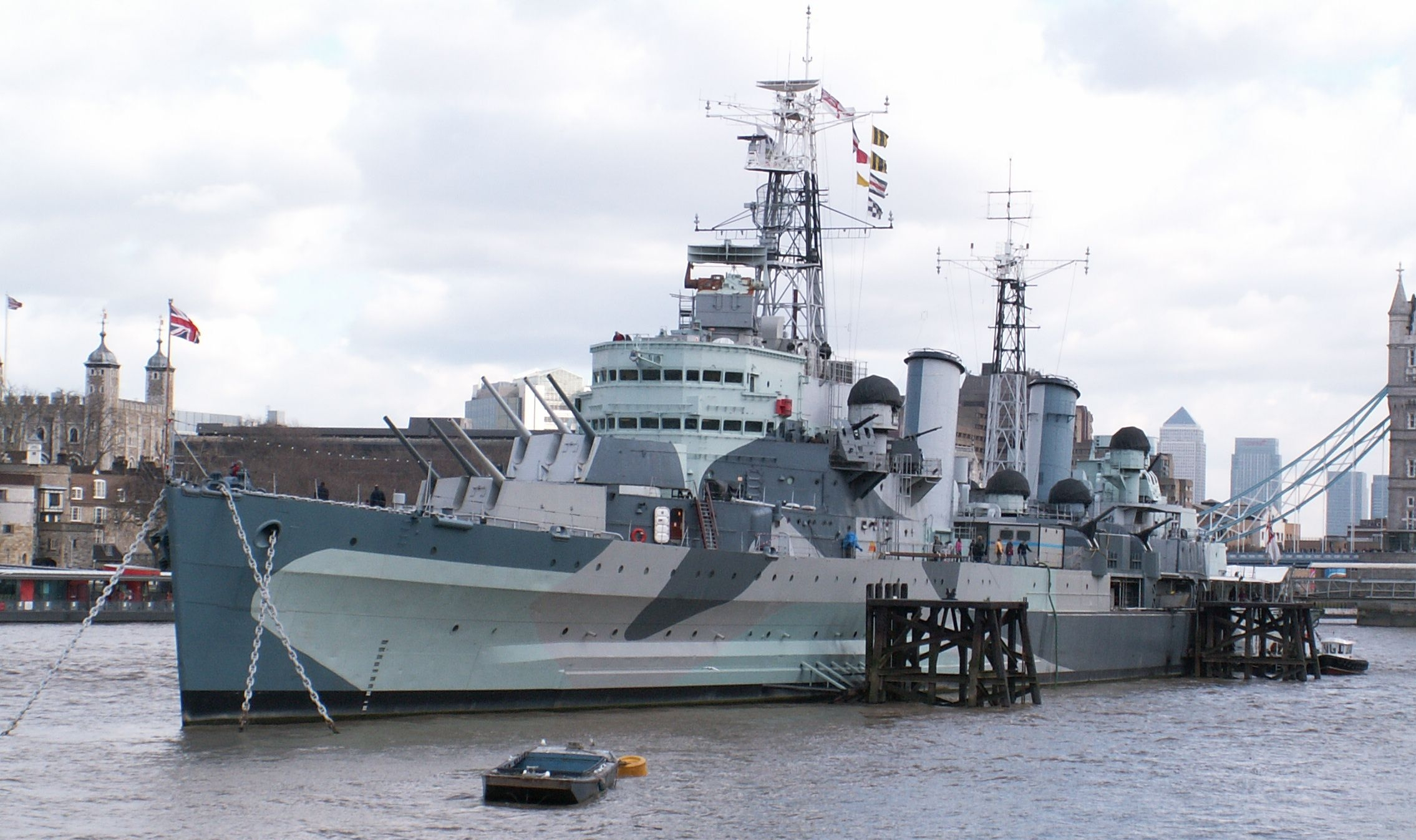
英國皇家海軍貝爾法斯特號輕巡洋艦目前停泊於英國倫敦泰晤士河，是一艘著名的博物館船。該艦裝備了12門BL 6吋Mk XXIII後裝艦炮，排水量為11,553噸；第二次世界大戰期間的「輕」巡洋艦指的是主炮口徑，而非排水量的大小。

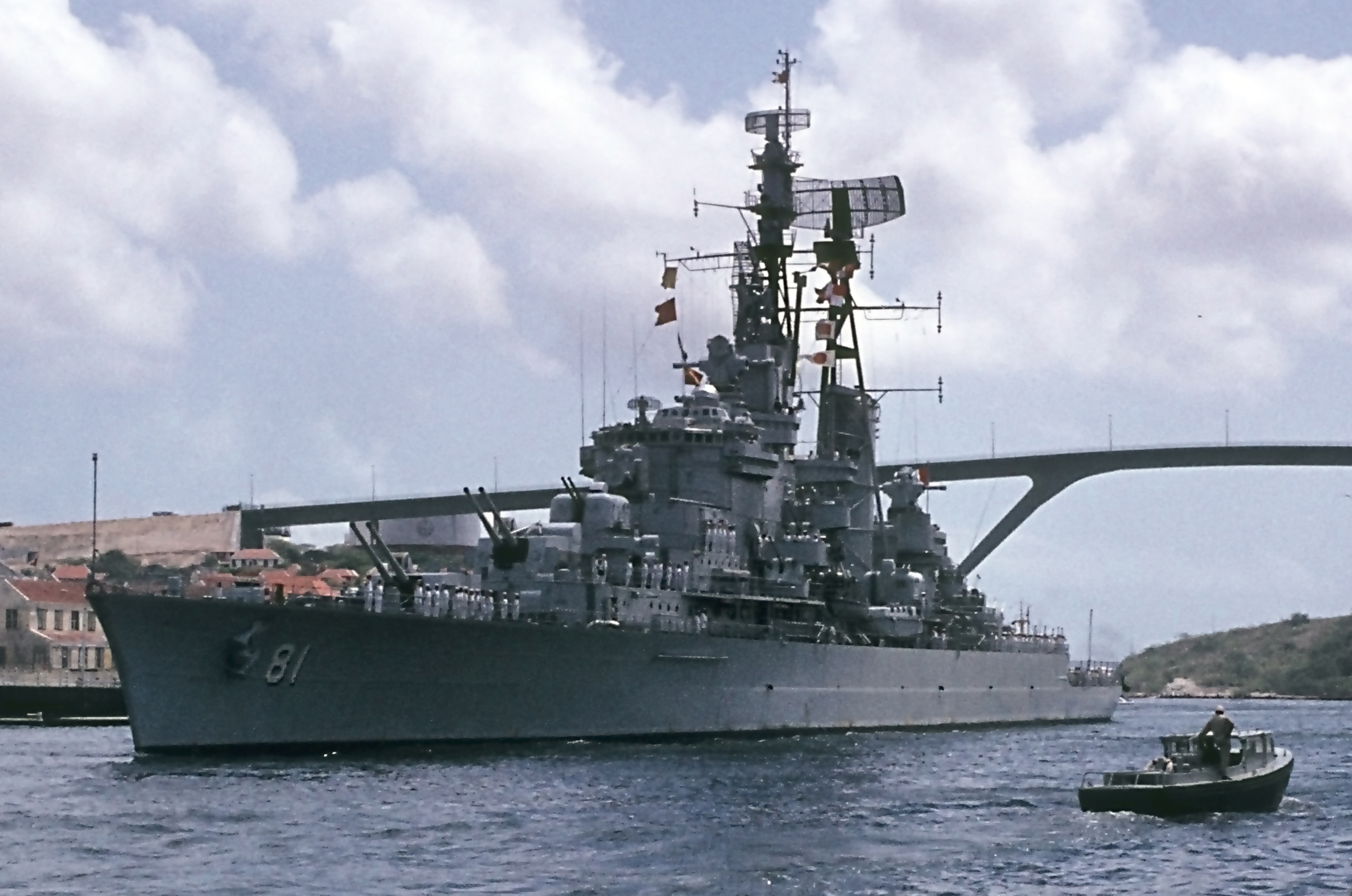
秘魯海軍的格勞海軍上將號輕巡洋艦是最後一艘除役的輕巡洋艦。

秘魯海軍所屬的格勞海軍上將號輕巡洋艦是最後一艘除役的輕巡洋艦。此外，另有四艘輕巡洋艦作為博物館船被保存了下來，分別是：
- 貝爾法斯特號輕巡洋艦，保存於英國倫敦
- 卡羅琳號輕巡洋艦（英语：HMS Caroline (1914)），保存於英國北愛爾蘭貝爾法斯特
- 小岩城號輕巡洋艦（英语：USS Little Rock (CL-92)），保存於美國紐約州水牛城
- 米哈伊爾·庫圖佐夫號輕巡洋艦，保存於俄羅斯新羅西斯克

### 引用
1. ↑  Osborne, p. 117.
2. ↑  比勒·约翰. . 海军研究所出版社. 2001: 第40页. ISBN 1-55750-213-7 （英语）.

## 外部連結
- 第一次世界大戰中的英國輕巡洋艦 （页面存档备份，存于）
- 第一次世界大戰中的德國輕巡洋艦 （页面存档备份，存于）
- 第二次世界大戰中的巡洋艦 Archive.today的存檔，存档日期2012-12-23